# Creuse
Creuse este un departament din zona central-sudică a Franței, situat în regiunea Limousin. Este unul dintre departamentele originale ale Franței create în urma Revoluției din 1790. Este numit după râul omonim care traversează departamentul. 

## Localități selectate

### Prefectură
- Guéret

### Sub-prefecturi
- Aubusson

## Diviziuni administrative
- 2 arondismente;
- 27 cantoane;
- 260 comune;